# Coupe de France de cyclisme sur route 1996
La Coupe de France de cyclisme sur route 1996 est la 5e édition de la Coupe de France de cyclisme sur route.
La compétition compte 16 courses d'un jour soit deux de plus que lors de la quatrième édition avec l'ajout du Route Adélie de Vitré se déroulant autour de la ville du même nom (Ille-et-Vilaine) et de la Côte picarde.
La victoire finale revient au Français Stéphane Heulot de l'équipe française Gan.

## Résultats
La liste des courses composant la compétition et le podium de chacune d'entre elles sont les suivants :
| 22 fév.  | Classic Haribo                   | Laurent Jalabert    | Gianluca Pianegonda | Servais Knaven        |
| 24 fév.  | Tour du Haut-Var                 | Bruno Boscardin     | Léon van Bon        | Tristan Hoffman       |
| 24 mars  | Cholet-Pays de la Loire          | Stéphane Heulot     | Adriano Baffi       | Laurent Desbiens      |
| 5 avr.   | Route Adélie de Vitré            | Marc Bouillon       | Thierry Marie       | Sergueï Ivanov        |
| 7 avr.   | Grand Prix de la ville de Rennes | Nicolas Jalabert    | Jacky Durand        | Gilles Talmant        |
| 9 avr.   | Paris-Camembert                  | Adriano Baffi       | Didier Rous         | Federico Colonna      |
| 20 avr.  | À travers le Morbihan            | Johan Capiot        | Jaan Kirsipuu       | Niko Eeckhout         |
| 23 avr.  | Côte picarde                     | Philippe Gaumont    | Francis Moreau      | Christophe Leroscouet |
| 25 avr.  | Grand Prix de Denain             | Ján Svorada         | Michel Cornelisse   | Emmanuel Magnien      |
| 28 avr.  | Tour de Vendée                   | Laurent Desbiens    | Philippe Gaumont    | Jacky Durand          |
| 5 mai    | Trophée des grimpeurs            | Stéphane Heulot     | Riccardo Forconi    | Laurent Desbiens      |
| 1 juin   | Classique des Alpes              | Laurent Jalabert    | Luc Leblanc         | Íñigo Cuesta          |
| 1 sept.  | Grand Prix de Plouay             | Frank Vandenbroucke | Laurent Brochard    | Andreï Tchmil         |
| 15 sept. | Grand Prix de Fourmies           | Michele Bartoli     | Frank Vandenbroucke | Claudio Chiappucci    |
| 22 sept. | Grand Prix d'Isbergues           | Mario Aerts         | Magnus Bäckstedt    | Erik Breukink         |
| 3 oct.   | Paris–Bourges                    | Tristan Hoffman     | Pascal Chanteur     | Gérard Rué            |

## Classements

### Individuel
Le podium du classement général final est le suivant :
| Classement par points | Classement par points | Classement par points | Classement par points      | Classement par points |
| Coureur               | Coureur               | Pays                  | Équipe                     | Points                |
| --------------------- | --------------------- | --------------------- | -------------------------- | --------------------- |
| 1er                   | Stéphane Heulot       | France                | Gan                        | 140 pts               |
| 2e                    | Laurent Jalabert      | France                | ONCE                       | 116 pts               |
| 3e                    | Nicolas Jalabert      | France                | Mutuelle de Seine-et-Marne | 89 pts                |

### Par équipe
L'équipe française Gan remporte le classement aux points de la meilleure équipe